# GOM Player
GOM Player — безкоштовна програма для відтворення відео та аудіо файлів. Значним плюсом програми є можливість у разі відсутності кодека автоматично знайти потрібний.

## Характеристика
- Підтримує формати: AVI, WMV, MKV, QuickTime, MP4, 3GP, Google Video, Flash Video, VOB, Ogg, OGM, RMVB, MPEG-1, MPEG-2, RealMedia, QuickTime.

## Цікаві факти

Опції встановлення програми GOM Player
- Під час експрес-варіанту встановлення програма налаштовує браузери на пошукову систему Yahoo та встановлює програму блокування небезпечних сайтів Ad-Aware Web Companion. Для відмови потрібно обрати «Користувацьке встановлення» та зняти пташки із відповідних опцій.
- Літери скорочення GOM (Gretech Online Movie), записані корейською мовою (곰), разом означають ведмідь, тому логотипом програми обрана стилізована ведмежа лапа.
- Один із розробників GOM Player на базі програми започаткував не менш успішний проєкт, медіапрогравач Daum PotPlayer.
- За даними 2007 року,[2] майже 70% користувачів застосовували програму для перегляду порнографії.